# ابن أبي الإصبع
ابن أبي الإصبع (595 - 654 هـ = 1198 - 1256 م) شاعر، ومن العلماء بالأدب. 
اسمه عبد العظيم بن الواحد بن ظافر ابن أبي الإصبع العدواني، البغدادي ثم المصري، مولده ووفاته بمصر.

## آثاره
له تصانيف كثيرة، منها «بديع القرآن» (مطبوع) في أنواع البديع الواردة في الآيات الكريمة، و«تحرير التحبير» (مطبوع)، و«الخواطر السوانح في كشف أسرار الفواتح » أي فواتح القرآن (مخطوطة في المكتبة العربية بدمشق)، و«البرهان في إعجاز القرآن» (مخطوطة في مكتبة تشستر بيتي)، و«المختارات» في الأدب (مخطوطة في جامعة الرياض).